# Gandalf
Gandalf este unul dintre protagoniștii Legendariumului lui J. R. R. Tolkien,un personaj secundar în Silmarillion și un protagonist atât în Povești neterminate cât și în trilogia Stăpânul Inelelor.

## Generalități
Unul dintre maiari, un ordin mai jos în rang valarilor, Olórin îi întrecea pe mulți în iscusință și îi slujea pe Manwë și pe Varda. Adesea cutreiera neîntrupat Pământul de Mijloc și ocrotea de la depărtate de câte ori putea sufletele deznădăjduite ale elfilor și oamenilor. Toată existența lui a urmat așadar exemplul valierei Nienna, arătându-se smerit și având grijă de Copiii lui Ilúvatar, părintele Ardei. Deși se temea mult de Sauron, s-a învoit să fie unul dintre istarii (vrăjitorii) trimiși în Pământul de Mijloc pentru a ajuta Popoarele Libere să țină piept întoarcerii Dușmanului.  

## Cel de Al III-lea Ev
În anul 1000 al Celui de Al Treilea Ev au sosit pe mare la Limanurile Cenuși. Olórin a fost întâmpinat regește de către Glorfindel și Cirdan, păstrătorul Inelului de Foc (Narya); recunoscând un mare destin și multă înțelepciune într-însul, Cirdan i-a dat nou-venitului artefactul. Spre deosebire de Saruman și cei doi Vrăjitori Albaștri, Olórin nu s-a îndreptat către Răsărit ci a pribegit prin meleagurile Apusului, oamenii numindu-l Gandalf cel Sur. Prezența din ce în ce mai simțită a Necromantulul a atras atenția înțelepților - aceștia bănuiau că misteriosul solomonar era unul dintre Nazgûli, însă punând lucrurile cap la cap, Gandalf era îngrijorat ca nu cumva Dușmanul să se fi întors.  
Într-un final Gandalf s-a hotărât să se strecoare în Dol Guldur, însă Necromantul s-a retras în Răsărit înainte ca vrăjitorul să-l descopere. La întocmirea Sfatului Alb, Gandalf a refuzat din atât din modestie rolul de lider cât și din dorința de a nu fi înlănțuit de ceva. În îndelungatele sale călătorii în Apus, Pelerinul Sur i-a întâlnit pe hobbiții din țărișoara Comitatului, devenind un bun prieten al lor și un amator al frunzei-pipei vândută de acești piticuți. Odată cu dispariția regelui Thrain II, Gandalf a plecat în căutarea sa și a intrat în mare taină în Dol Guldur, unde l-a aflat pe acesta muribund și a primit cheia intrării în Erebor. Astfel i s-a destăinuit că Necromantul era nimeni altul decât Sauron, a cărui umbră ce prindea din nou contur ațâța toate spurcăciunile ce încă umblau pe Arda. Izbutind să scape din fortăreață, Gandalf s-a întors la Sfatul Alb și i-a povățuit să atace Dol Guldurul; Saruman însă s-a opus, iar ceilalți s-au supus deciziei sale.   

## Titluri și alte denumiri
Gandalf înseamnă "Omul Cârjei" în graiurile oamenilor, iar numele său original era Olórin provenind de la substantivul 'olos' din quenyană (o limbă inventată de Tolkien). Cel mai adesea, elfii și edainii din Gondor îi ziceau Mithrandir, care în sindarină (o altă limbă inventată de Tolkien) înseamnă "Hoinarul sur". În lungile sale călătorii a primit la miazăzi numele de Incánus, iar gnomii îl numeau în Khuzdul (încă o limbă inventată de J.R.R.) Tharkûn. În primele versiuni ale poveștilor autorului, numele personajului era Bladorthin.
Printre numele și titlurile pe care le avea se numără:
- Mantie-Sură
- Mesagerul Sur - sau Pelerinul Sur
- Vrăjitorul Alb
- Călărețul Alb
- Dușmanul lui Sauron
- (Gandalf) Cel Înțelept
- (Gandalf) Cel Sur
- (Gandalf) Cel Alb